# Nicolas Rossard
Nicolas Rossard (* 23. Mai 1990 in Nîmes) ist ein französischer Volleyballspieler.

## Karriere
Rossard begann seine Karriere 2009 bei Spacer’s Toulouse. 2013 wechselte er zum Ligakonkurrenten Arago de Sète. 2015 gewann der Libero mit der französischen Nationalmannschaft die Europameisterschaft. In der Saison 2016/17 spielte er wieder in Toulouse. 2017 gewann er mit Frankreich die Weltliga. Anschließend wechselte er zu Paris Volley. 2018 nahm er mit der Nationalmannschaft an der Nations League und der Weltmeisterschaft teil. Danach verließ er die französische Liga und ging zu Stocznia Stettin. Der polnische Erstligist geriet jedoch in finanzielle Schwierigkeiten. Daher wurde Rossard im Dezember 2018 vom deutschen Meister Berlin Recycling Volleys verpflichtet. Mit dem Verein gewann er die deutsche Meisterschaft. Danach wechselte er zum französischen Verein Tours Volley-Ball.